# Chrysochlorosia magnifica
Chrysochlorosia magnifica là một loài bướm đêm thuộc phân họ Arctiinae, họ Erebidae.